# Rachid Tiberkanine
Rachid Tiberkanine (Antwerpen, 28 maart 1985) is een Belgisch-Marokkaans voetballer die als aanvallende middenvelder of aanvaller speelt. In 2015 kwam hij tweemaal uit voor het Marokkaans voetbalelftal.

## Clubcarrière
Via de jeugd van Club Luik en Germinal Beerschot kwam Tiberkanine in 2000 in de jeugdopleiding van AFC Ajax. Hij kwam tot het beloftenteam, maar wist de stap naar het eerste team niet te maken. Hij vertrok in 2006 naar Bayer 04 Leverkusen waar hij een seizoen voor het tweede team in de Regionalliga speelde. In 2007 werd hij gecontracteerd door FK Moskou maar werd vrijwel direct uitgeleend aan het Letse FK Daugava Daugavpils. Met Levski Sofia werd hij in het seizoen 2008/09 Bulgaars landskampioen. Hij kwam in Bulgarije samen met teamgenoot Youssef Rabeh in opspraak vanwege de mishandeling van een taxichauffeur. Beiden werden tot een schadevergoeding veroordeeld. Hierna speelde hij in de Verenigde Arabische Emiraten en in Marokko. Sinds begin 2017 speelde Tiberkanine in Qatar op huurbasis voor Al Kharaitiyat SC en in het seizoen 2018/19 uitleende aan Al-Sailiya. In 2019 ging hij wederom voort Al Kharaitiyat spelen.

## Interlandcarrière
Tiberkanine was zowel Belgisch als Marokkaans jeugdinternational. Met Marokko nam hij deel aan het wereldkampioenschap voetbal onder 20 - 2005 dat in Nederland gehouden werd. In oktober 2015 speelde hij tweemaal voor het Marokkaans voetbalelftal in de kwalificatie voor het Afrikaans kampioenschap voetbal 2017. Hij debuteerde op 22 oktober in de uitwedstrijd tegen Libië (0-4 overwinning) als invaller voor Abdelghani Mouaoui. Op 25 oktober in de uitwedstrijd tegen Tunesië (2-3 overwinning) verving hij in de 88ste minuut wederom Mouaoui.

## Erelijst
FK Daugava Daugavpils
- Letse voetbalbeker: 2008

 Levski Sofia
- Bulgaars kampioenschap: 2009
- Bulgaarse Supercup: 2009

 Dubai CSC
- Federatiebeker: 2010

 OC Khouribga
- Beker van Marokko: 2015